# Jiří Raška
Jiří Raška, češki smučarski skakalec, * 4. februar 1941, Frenštát pod Radhoštěm, Češkoslovaška, † 20. januar 2012, Nový Jičín, Češka. 
Raška je svoj največji uspeh dosegel na Zimskih olimpijskih igrah 1968 v Grenoblu, kjer je osvojil zlato medaljo v posamični tekmi na srednji skakalnici in še srebrno medaljo na veliki skakalnici. Edino medalji na svetovnih prvenstvih je osvojil leta 1970, ko je bil srebrn na veliki skakalnici, leta 1972 pa je osvojil še bronasto medaljo na svetovnem prvenstvu v smučarskih poletih v Planici. V sezoni 1970/71 je osvojil Novoletno turnejo, leta 1969 pa je v Planici dvakrat postavil svetovni rekord v smučarskih skokih, s 156 in 164 metri.
Tudi njegov vnuk Jan Mazoch je bil smučarski skakalec.